# Équipe de Bohême-Moravie de hockey sur glace
L'équipe de Bohême-Moravie de hockey sur glace est l'équipe qui succède à l'équipe de Tchécoslovaquie de hockey sur glace après le démembrement du territoire de la Tchécoslovaquie consécutif aux accords de Munich et à l'invasion allemande.

## Palmarès
- Semaine internationale des sports d'hiver 1940 : Vainqueur

### Matchs
- 11 janvier 1940 à Prague, Match amical, Bohême-Moravie 5-1 Allemagne (2-1,1-0,2-0)
- 1er février 1940 à Garmisch-Partenkirchen, Phase de groupe de la SISH, Bohême et Moravie 12-0 Slovaquie (5-0,4-0,3-0)
- 1er février 1940 à Garmisch-Partenkirchen, Phase de groupe de la SISH, Bohême et Moravie 5-0 Italie (1-0,1-0,3-0)
- 1er février 1940 à Garmisch-Partenkirchen, Finale, Bohême et Moravie 6-0 Hongrie (3-0,1-0,2-0)
- 6 février 1940 à Prague, Match amical, Bohême et Moravie 1-1 Hongrie (1-0,0-0,0-1)
- 7 février 1940 à Prague, Match amical, Bohême et Moravie 2-1 Hongrie (0-0,2-1,0-0)